# Meutereien von Spithead und Nore

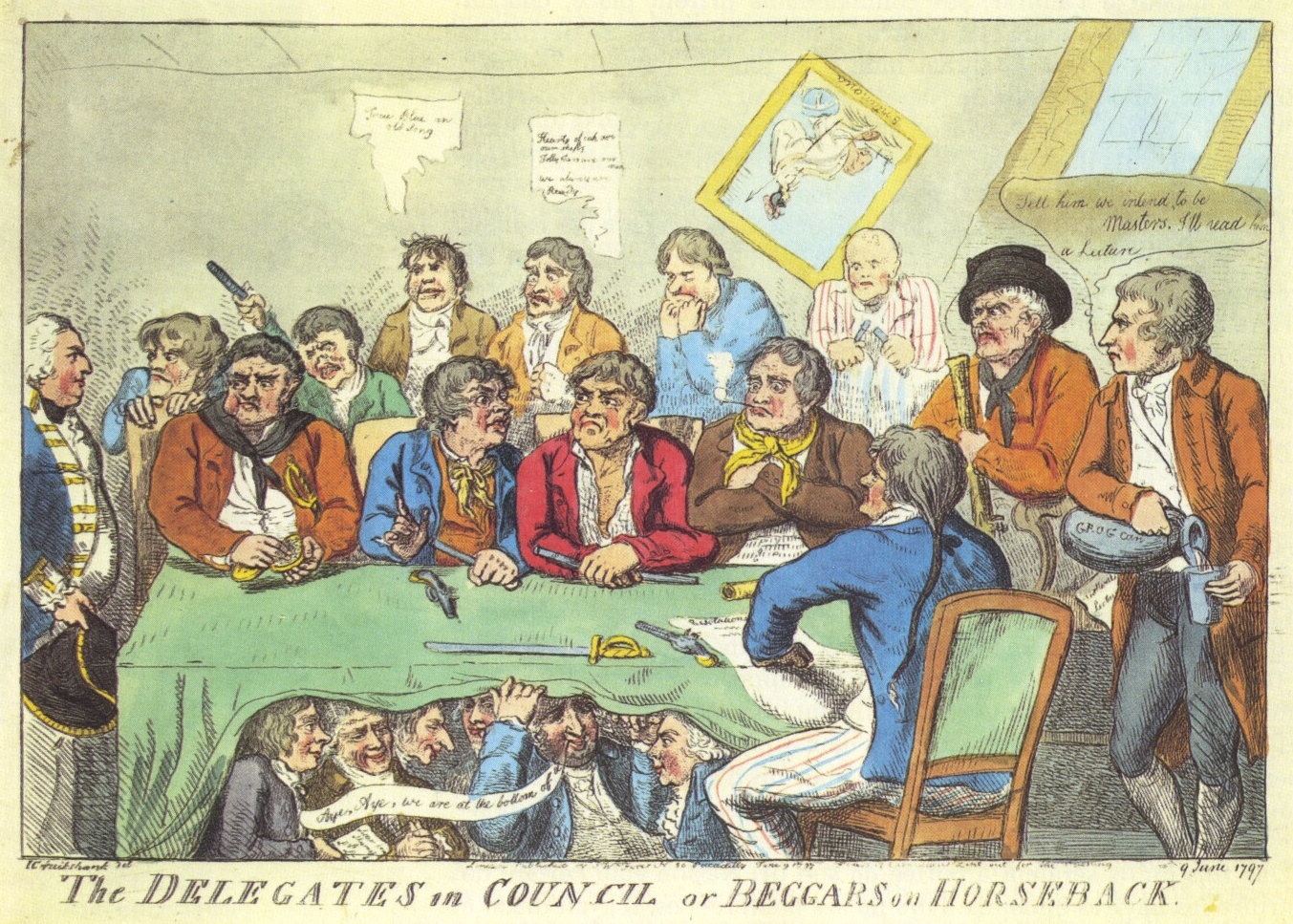
The Delegates in Council, or beggars on horseback, eine zeitgenössische Karikatur.

Die Meutereien von Spithead und Nore waren zwei große Meutereien von Seeleuten der Royal Navy im Jahre 1797. Die Meutereien waren nicht gewalttätig, sondern hatten den Charakter von Streiks, um bessere Arbeitsbedingungen und Bezahlung zu erkämpfen.
Die Meutereien waren potenziell gefährlich für das Königreich Großbritannien, da sie zur Zeit des Ersten Koalitionskrieges gegen Frankreich stattfanden. Zudem gab es in herrschenden Kreisen Befürchtungen, bei diesen Meutereien könnte ein Funke von der Französischen Revolution auf die britische Insel überspringen.

## Spithead
Die Meuterei in Spithead, einem Schiffsliegeplatz in der Nähe von Portsmouth, dauerte rund vier Wochen, vom 16. April bis 15. Mai 1797. Seeleute von insgesamt 16 Schiffen der Kanalflotte unter Admiral Alexander Hood, 1. Viscount Bridport, protestierten gegen die Lebensbedingungen an Bord von Schiffen der Royal Navy und verlangten Lohnerhöhungen.
1658 war die Höhe von Heuern für Seeleute festgelegt worden, also seit über 100 Jahren nahezu unverändert geblieben. Löhne und Preise blieben bis in die 1760er Jahre stabil, bis es nach dem Siebenjährigen Krieg  (1756–1763) jedoch zu einer fortschreitenden Geldentwertung kam. Zudem wurden seit den 1760er Jahren die Schiffsrümpfe zunehmend mit Kupferplatten ummantelt, so dass britische Kriegsschiffe nicht mehr regelmäßig Häfen anlaufen mussten, um die Rümpfe zu säubern. Die zusätzliche Zeit auf See veränderte den Lebensrhythmus der Seeleute entscheidend. Die Royal Navy machte keine Versuche, diese Veränderungen in ihre Planung mit einzubeziehen und verstand nur langsam, welche Auswirkungen sie auf die Mannschaften hatten. Schließlich führte die Zusammenstellung von Mannschaften aus freiwilligen Seeleuten und gepressten Männern aus dem Inland während der Kriegszeit zu Spannungen und Unzufriedenheit.
Die Meuternden wurden von gewählten Delegierten angeführt, die zwei Wochen lang versuchten, mit der Admiralität vor allem über bessere Bezahlung, die Abschaffung einer Abgabe an den Zahlmeister ("purser's pound") und die Ablösung einiger unbeliebter Offiziere zu verhandeln. Weder Auspeitschungen noch das Pressen wurde zur Sprache gebracht. Die Meuterer hielten ihre tägliche seemännische Routine und Disziplin auf ihren Schiffen (zumeist mit ihren regulären Offizieren) bei und ließen es auch zu, dass manche Schiffe den Liegeplatz verließen, um etwa auf Patrouille zu gehen. Außerdem sagten sie zu, dass sie die Meuterei beenden und umgehend auslaufen würden, falls französische Schiffe gesichtet würden.
Da die Meuterer misstrauisch waren, insbesondere was die zugesagten Begnadigungen betraf, scheiterten die Verhandlungen zunächst, und es gab mehrere Vorfälle, bei denen einige unbeliebte Offiziere von Bord geschickt und andere mit Missachtung behandelt wurden. Als sich die Situation dennoch beruhigte, schaltete sich Admiral Lord Howe ein und legte eine Vereinbarung vor, die den Meuterern weitgehend entgegenkam, da sie die Begnadigung durch den König für alle Mannschaften, Absetzung einiger unbeliebter Offiziere, eine Lohnerhöhung und die Abschaffung des purser's pound beinhaltete. Als Folge der Meutereien von Spithead und The Nore wurden die schlimmsten Missstände in der Royal Navy – schlechtes Essen, brutal durchgesetzte Disziplin und das Zurückhalten der Bezahlung – gemildert oder abgeschafft.
Die Anführer der Meuterei blieben anonym, auch nach der Übereinkunft. Gerüchten zufolge war der Quartiermeister der HMS Royal George, Valentin Joyce, einer der Wortführer.

## The Nore

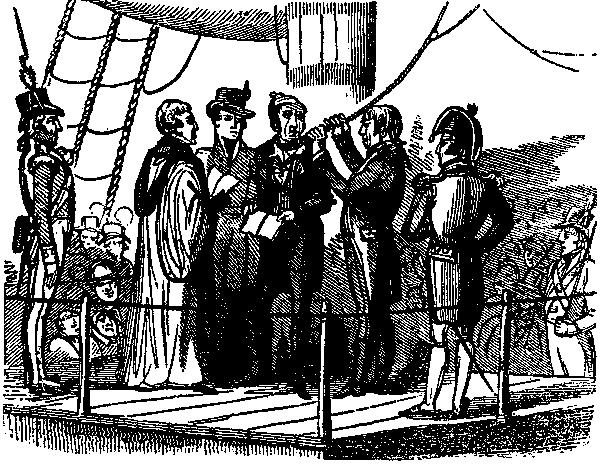
Richard Parker vor seiner Hinrichtung durch Hängen

Angeregt durch das Beispiel ihrer Kameraden in Spithead, begannen auch die Seeleute nahe der Sandbank Nore zu meutern, einem Liegeplatz in der Mündung der Themse bei London. Am 12. Mai 1797 erlangte die Mannschaft die Herrschaft über die Sandwich. Die Mannschaften mehrerer anderer Schiffe, die auch dort ankerten, folgten ihnen, während andere Schiffe versuchten, heimlich davon zu segeln, obwohl sie von den Schiffen mit den Meuterern mit Kanonen beschossen wurden. Es war schwieriger, diese Meuterei zentral zu organisieren, da die Schiffe, anders als in Spithead, weiter auseinander lagen, aber schließlich wurden für jedes Schiff Delegierte gewählt.
Der Seemann Richard Parker wurde zum Präsidenten der Delegierten der Flotte gewählt. Er war ein früherer Steuermann, der im Dezember 1793 degradiert und vor ein Militärgericht gestellt, aber 1797 wieder verpflichtet worden war. Am 20. Mai wurde Admiral Charles Buckner eine Liste von acht Forderungen überreicht, die im Wesentlichen denen der Meuterer von Spithead entsprachen, aber darüber hinaus forderten, dass der König das Parlament auflösen und einen sofortigen Frieden mit Frankreich schließen solle. Diese Forderungen brachten die Admiralität auf, die nur die Konzessionen von Spithead und die sofortige Rückkehr zum Dienst akzeptieren wollten.
Die Meuterer blockierten den Seezugang nach London, und hinderten auch Handelsschiffe daran, den Hafen von London anzulaufen. Am 5. Juni 1797 gab Parker den Befehl, die Handelsschiffe passieren zu lassen. Lediglich die Schiffe der Royal Navy sollten weiterhin blockiert werden; als Grund für diesen Befehl wurde angegeben, dass das Passieren der Handelsschiffe einen guten Eindruck auf die Menschen an Land machen würde. Allerdings kann es auch deshalb dazu gekommen sein, dass die Meuterer mit einer totalen Blockade der verkehrsreichen Themse überfordert waren. Nachdem die Meuterei in Spithead erfolgreich beendet wurde, waren Regierung und Admiralität zu keinen weiteren Konzessionen bereit, auch weil sie annahmen, dass manche Anführer der Meuterei in London weitere politische Ziele verfolgten.
Den Meuterern wurden Lebensmittel verweigert, und als Parker Signal gab, dass die Schiffe der Meuterer alle nach Frankreich segeln sollten, weigerten sich die weiteren Schiffe zu folgen, und die Meuterei scheiterte. Parker wurde wegen Verrats und Piraterie verurteilt und auf der Sandwich gehängt. 29 weitere Anführer wurden hingerichtet, andere ausgepeitscht, inhaftiert und nach Australien deportiert. Die meisten Meuterer wurden jedoch nicht bestraft.
Nach der Meuterei von The Nore läuteten Schiffe der Royal Navy nicht mehr wie bisher üblich fünf Mal nach der Hundewache, da dies das Signal für den Beginn der Meuterei gewesen war.

## Weitere Meutereien im Jahr 1797
Im September 1797 meuterte die Mannschaft der HMS Hermione auf den Westindischen Inseln. Dabei wurden aus Rache für eine Reihe von Vorfällen fast alle Offiziere getötet. So waren auf ihren Befehl hin die Leichen von drei Männern in das Meer geworfen worden, die von der Takelage gefallen waren bei dem Versuch, als „letzter Mann an Deck“ nicht ausgepeitscht zu werden. Am 27. Dezember tötete die Mannschaft der HMS Marie Antoinette ihre Offiziere und entführte das Schiff in einen französischen Hafen auf die westindischen Inseln. Andere Meutereien fanden vor der Küste von Irland und am Kap der Guten Hoffnung statt und griffen auf die Flotte von Admiral  Jervis vor der spanischen Küste über.

## Rezeption
- Herman Melvilles Roman Billy Budd und die gleichnamige Oper von Benjamin Britten spielen kurz nach der Zeit der Meutereien
- The Men They Couldn’t Hang, eine englische Folk-Punk-Gruppe, erinnerte 1988 in ihrer Ballade an The Colours an die hingerichteten Meuterer
- Mutiny von Julian Stockwin ist ein Roman, der auf der Meuterei auf The Nore basiert. Auf Deutsch: Kydd – Auf Erfolgskurs. Roman.  Ullstein, Frankfurt am Main. 2004. ISBN 3-548-25772-0.
- Der Film H.M.S. Defiant (dt. Rebellion) beschreibt eine ähnliche Meuterei.
- Der Vater des Titelhelden in Frederick Marryats The King's Own wurde für seine Rolle in der Nore-Meuterei gehängt.
- Der Roman The King's Captain von Dewey Lambdin spielt zum Teil während der Nore-Meuterei
- Ramage und die Freibeuter von Dudley Pope spielt während der Spithead-Meuterei
- G.E. Manwaring and Bonamy Dobrée: "The Floating Republic – An account of the Mutinies at Spithead and The Nore in 1797". 1935
- 1982 sendete BBC Radio 4 in seiner Sendung Saturday Night Theatre eine dramatisierte Erzählung des Buches von Manwaring und Dobrée mit dem Titel The Floating Republic.